# 北京东路 (南京)
北京东路是南京市市中心的一条东西向干道，位于玄武区境内。西起鼓楼广场，东至龙蟠中路，全长2390米。鼓楼至成贤街段，路幅为40米；成贤街至太平北路段，路幅为28米；和平大楼至龙蟠中路段路幅20米。
北京东路的西段，鼓楼至成贤街原称保泰街，1895年张之洞修筑南京第一条马路，保泰街是其中的一部分。1933年，修筑了兰家庄（长657米，宽4米）和考试院（今市政府）前（长120米，宽8米）2段，以后陆续翻建为沥青路面。曾称黄河路。1959年，西端扩建鼓楼广场，同时将原6米宽的保泰街拓宽为路幅40米的干道，并且辟建了成贤街口至新修的太平北路的路段。

## 交汇道路
丹凤街、进香河路、成贤街、太平北路、龙蟠中路。

## 建筑
北京东路北侧，有国民政府考试院建筑群和原中央研究院建筑群；路南有原中央大学建筑群。